# Parmi les gnomes et les trolls

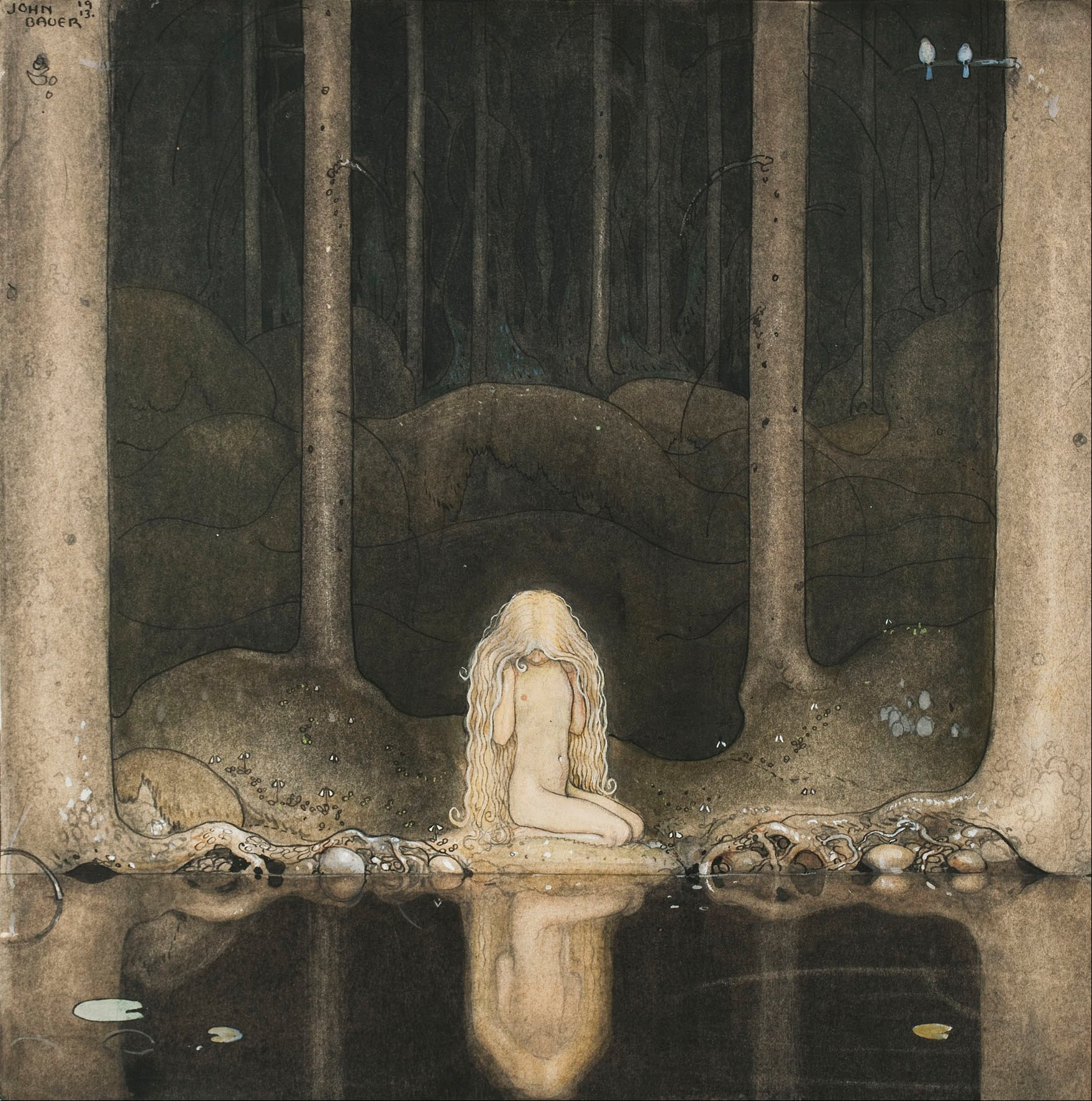
« Calme, la princesse Linaigrette est assise et fixe l'eau. » dans Élan longues jambes et princesse Linaigrette, John Bauer 1913.

Parmi des gnomes et des trolls (suédois : Bland tomtar och troll), est une anthologie de contes de fées et d'histoires folkloriques populaire en Suède, et publiée annuellement depuis 1907. L'un des illustrateurs le plus renommé a été John Bauer, qui a contribué aux éditions jusqu'en 1915.

## Écrivains et illustrateurs

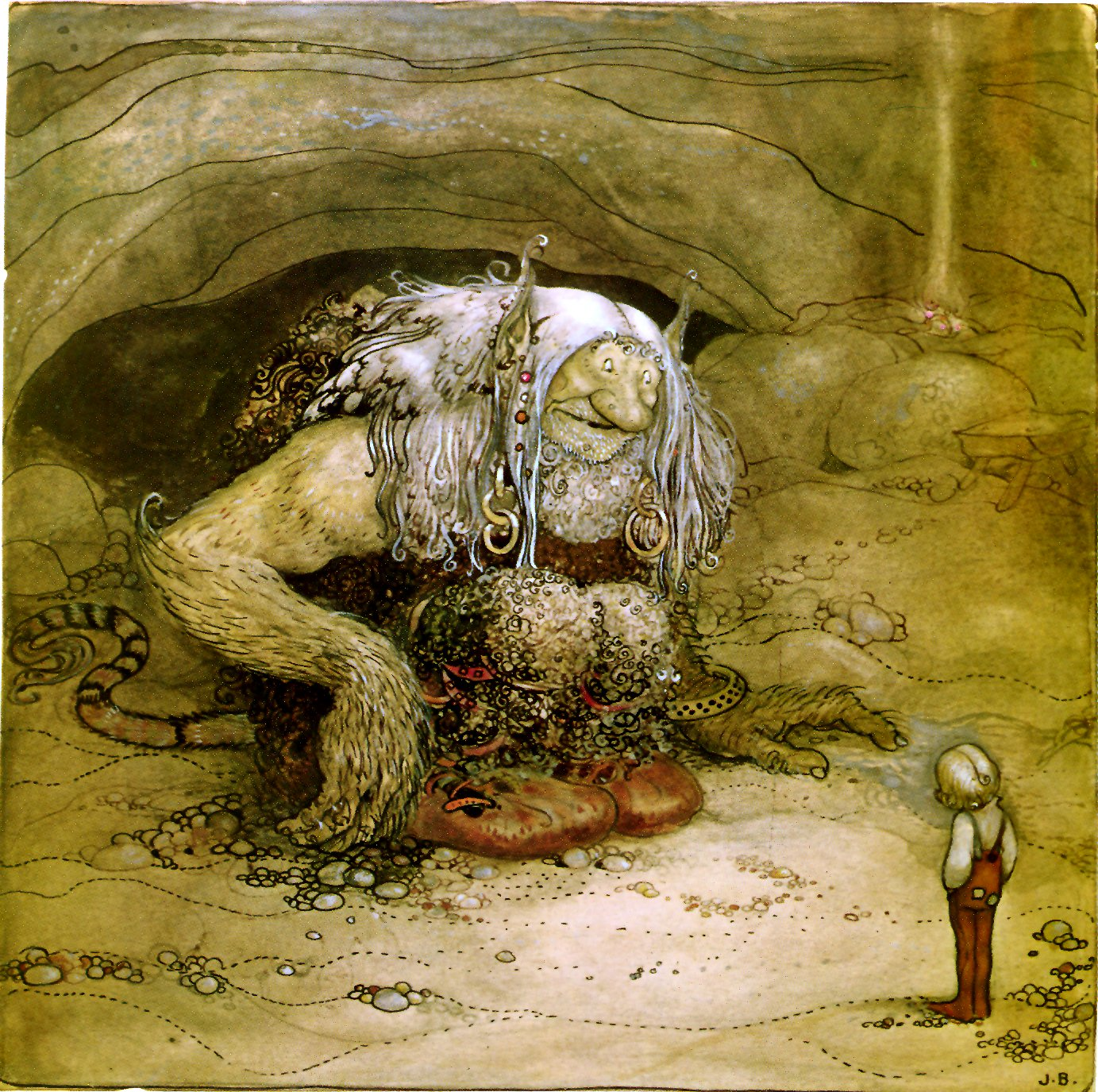
« Holala, quel petit avorton ! s'exclama le troll. » dans Le garçon qui n'avait jamais peur, John Bauer 1912.

Fondé en 1907, et encore publié de nos jours, l'édition annuelle de Parmi les gnomes et les trolls a joui des contributions de grands auteurs et illustrateurs suédois.
Les premiers volumes ont été illustrés par John Bauer avant que Gustaf Tenggren ne prenne sa relève. Entre 1927 et 1980, l'illustrateur en chef était Einar Norelius.
Parmi les auteurs, on retrouve Hjalmar Bergman, Helena Nyblom, Margareta Ekström, Gösta Knutsson et Edith Unnerstad.
Plusieurs livres compilant des extraits des différentes éditions de ces anthologies ont été publiés. Le premier volume de ce genre a été publié en 1931 afin de lever des fonds pour la construction d'un mémorial en l'honneur de John Bauer.

## Liste des contes
Liste complète des contes illustrés par John Bauer dans les éditions des périodes 1907-1910 et 1912-1915,,.

### 1907
- En inledningsdikt,

Daniel Fallström
- Sagan om Dag och Daga och flygtrollet på Skyberget,

Harald Östenson
- Den förtrollade skogen,

Anna Wahlenberg
- Lyckoblomman på Solberga klint,

Alfred Smedberg
- Njunje Paggas äventyr,

P.A. Lindholm
- Tomtens julafton,

Gurli Hertzman-Ericson
- Pojken som spände trollet för kälken,

Harald Östenson
- Han som kunde rida i alla väder,

Helena Nyblom

### 1908

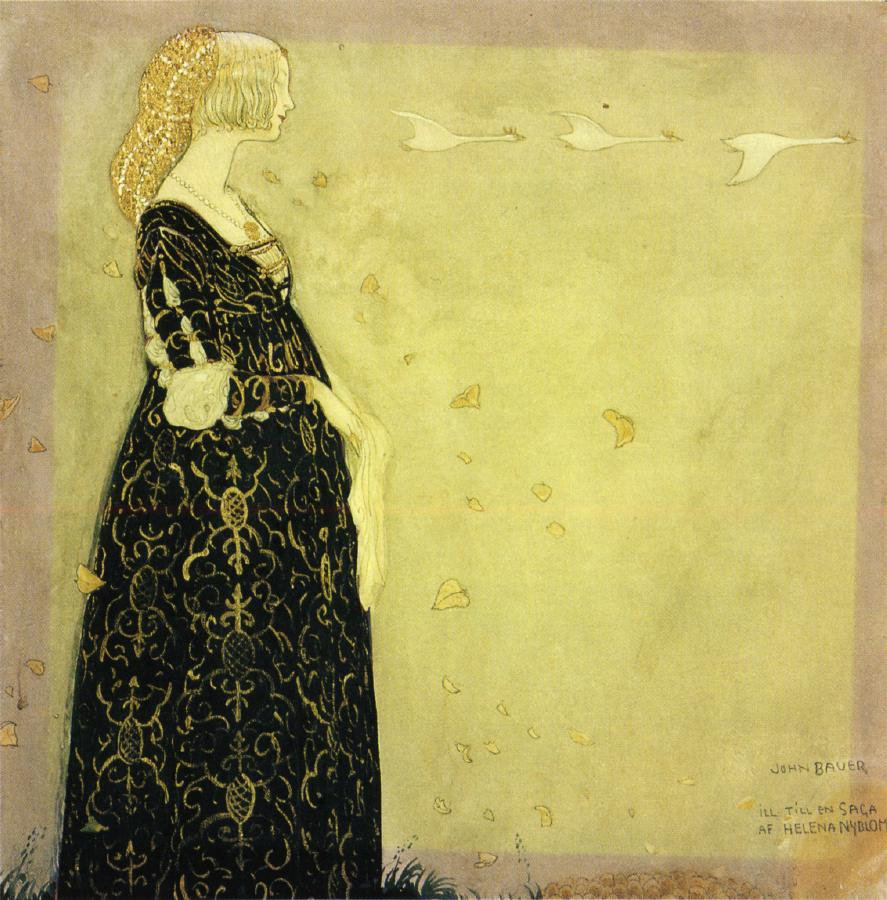
« Elle se promena seule des heures durant. » dans La jeune fille aux cygnes, John Bauer 1908.

- Svanhamnen ("La jeune fille aux cygnes"),

Helena Nyblom
- Skinnpåsen,

Anna Wahlenberg
- Konungens bägare,

Sophie Linge
- Sagan om fiskaren Sikur och trollnätet,

Cyrus Granér
- Den mäktige i det krossande berget,

Harald Östenson

### 1909
- Herr Birre och trollen,

Vilhälm Nordin

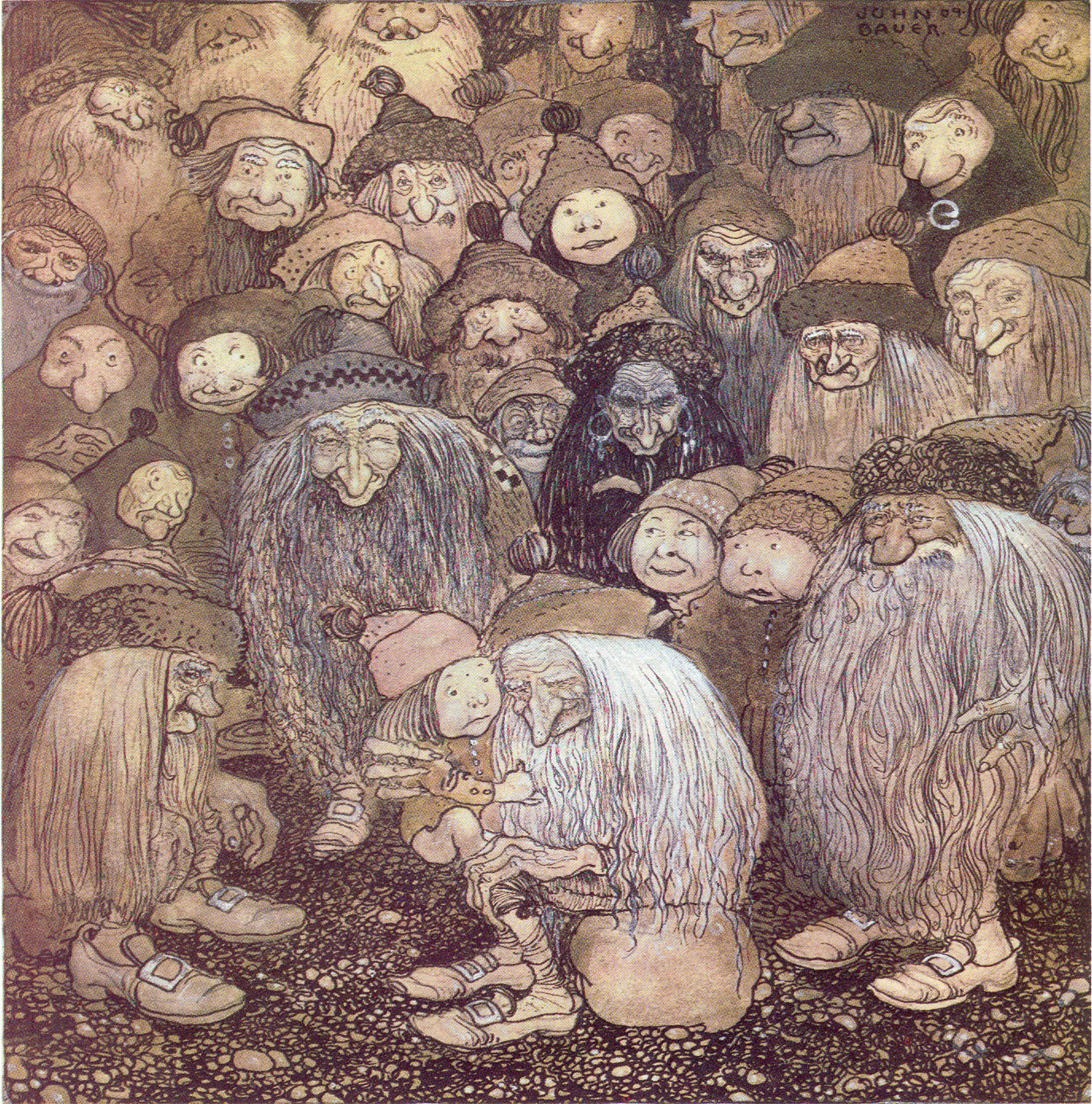
« Tjovik se hissa sur les genoux du vieux troll et caressa sa barbe. » dans Les trolls et le petit garçon gnome, John Bauer 1909.

- Sagan om de fyra stortrollen och lille Vill-Vallareman,

Cyrus Granér
- Trollen och tomtepojken ("Les trolls et le petit garçon gnome"),

Alfred Smedberg
- Tomtarna,

Anna Wahlenberg
- Skogsväktarne,

Jeanna Oterdahl

### 1910
- Agneta och sjökungen,

Helena Nyblom

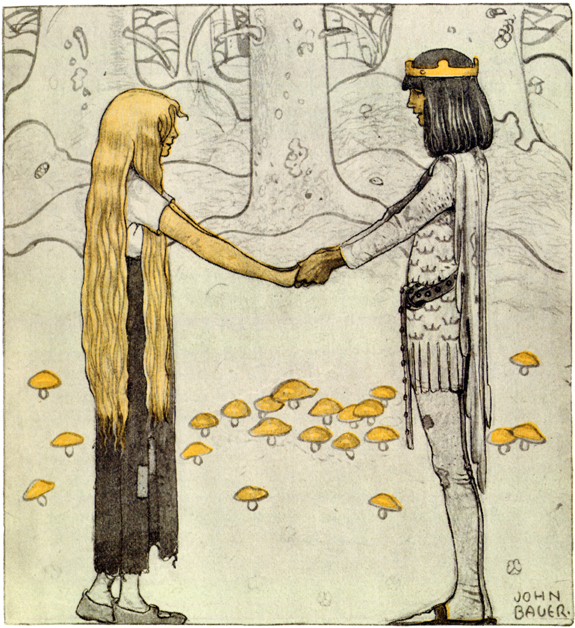
Illustration tirée du conte le Prince sans ombre, John Bauer 1915.

- Prinsen utan skugga ("le Prince sans ombre"),

Jeanna Oterdahl
- Svartjätten och den heliga ljusastaken,

Ester Edquist
- Pojken som gick till vindarnas håla,

Alfred Smedberg
- Trollritten,

av Anna Wahlenberg
- Pojken och tomtemössan,

Vilhälm Nordin

### 1912
- Oskuldens vandring,

Helena Nyblom
- Trollkarlens kappa,

Anna Wahlenberg

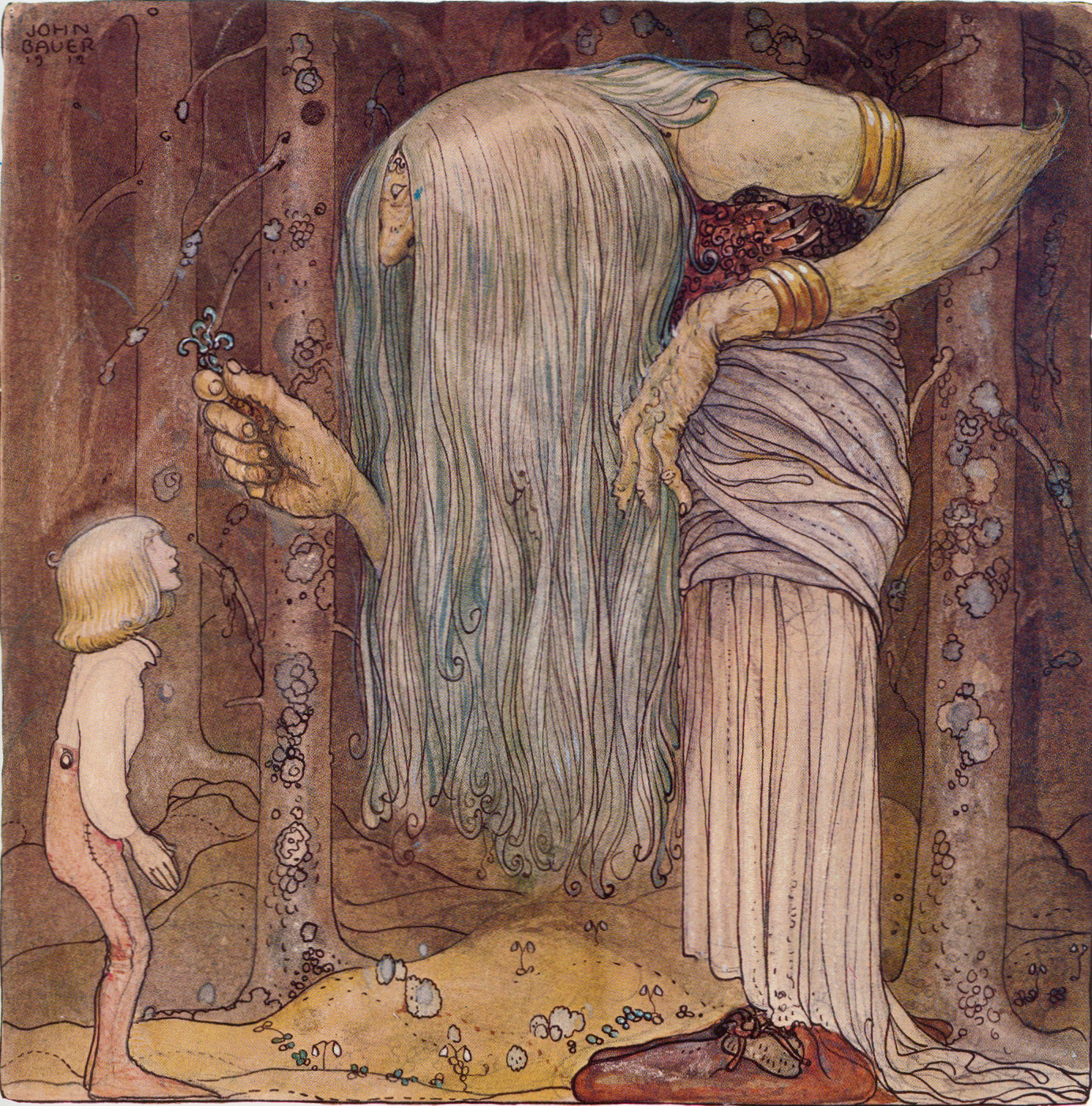
« Voici un peu d'herbe magique pour toi. Je suis la seule à pouvoir en trouver. » dans Le garçon qui n'avait jamais peur, John Bauer 1912.

- Trollsonen som hade solögon och vart skogsman,

Vilhälm Nordin
- Vingas krans ("La couronne de Vinga"),

Ellen Lundberg-Nyblom
- Pojken som aldrig var rädd ("Le garçon qui n'avait jamais peur"),

Alfred Smedberg

### 1913
- Broder Martin ("Frère Martin"),

Emil Eliason
- Bortbytingarna ("L'enfant échangé"),

Helena Nyblom

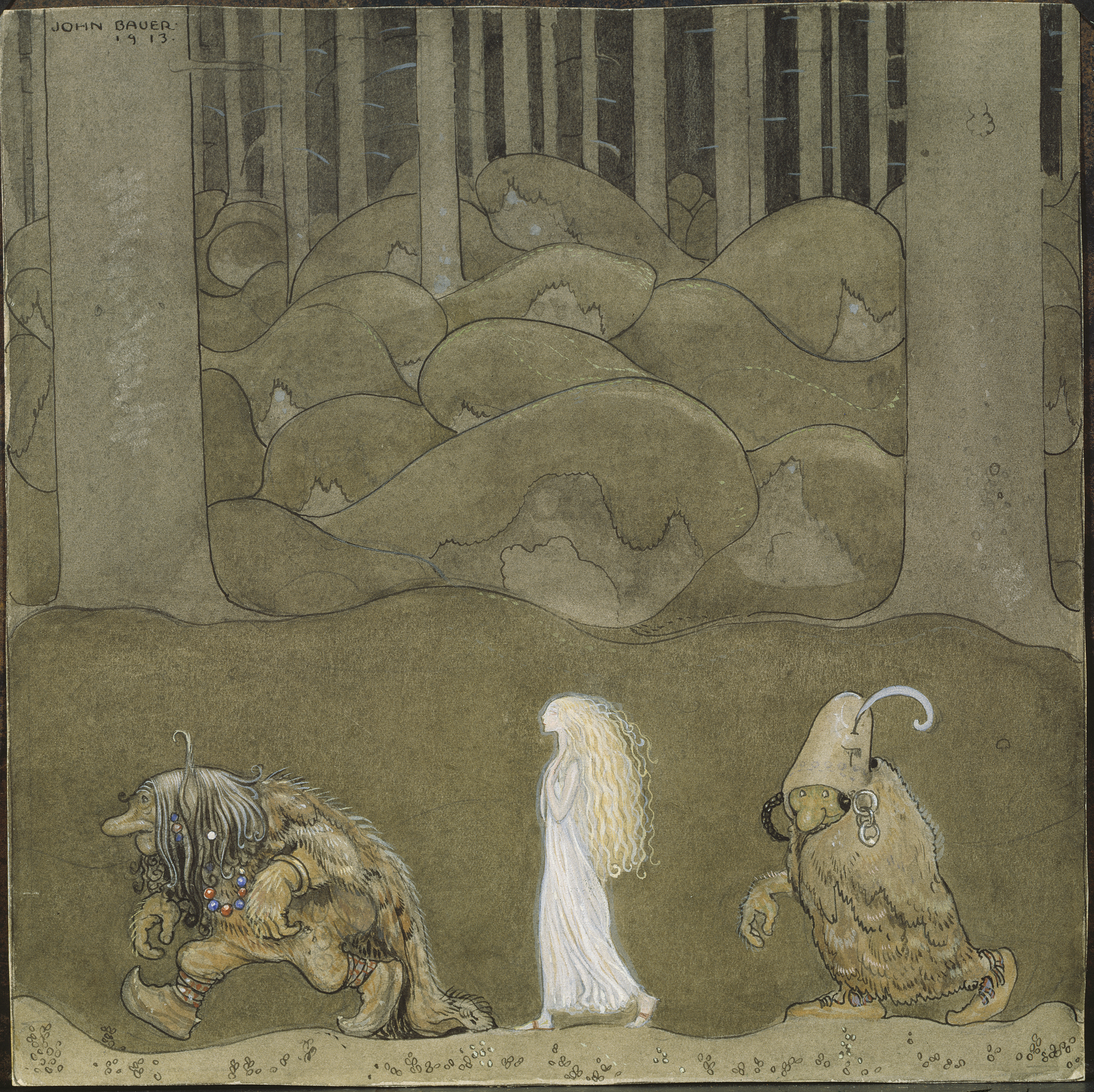
« Un soir au cœur de l'été, ils s'enfoncèrent dans la forêt avec Bianca Maria. » dans L'enfant échangé, John Bauer 1913.

- Sagan om äldtjuren Skutt och lilla prinsessan Tuvstarr,

Helge Kjellin
- Kvastarnas kvast, alla kvastars kung,

Vilhälm Nordin

### 1914
- Ringen ("Le ring"),

Helena Nyblom

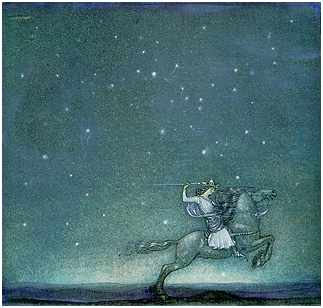
« Il était une fois un prince qui chevauchait au clair de lune. » dans Le ring, John Bauer 1914.

- När trollmor skötte kungens storbyk,

Elsa Beskow, illustrated by John Bauer
- Drottningens halsband ("Le collier de la reine"),

Anna Wahlenberg
- Fågel Fenix vingpenna,

Jeanna Oterdahl

### 1915
- En riddare red fram,

Jeanna Oterdahl

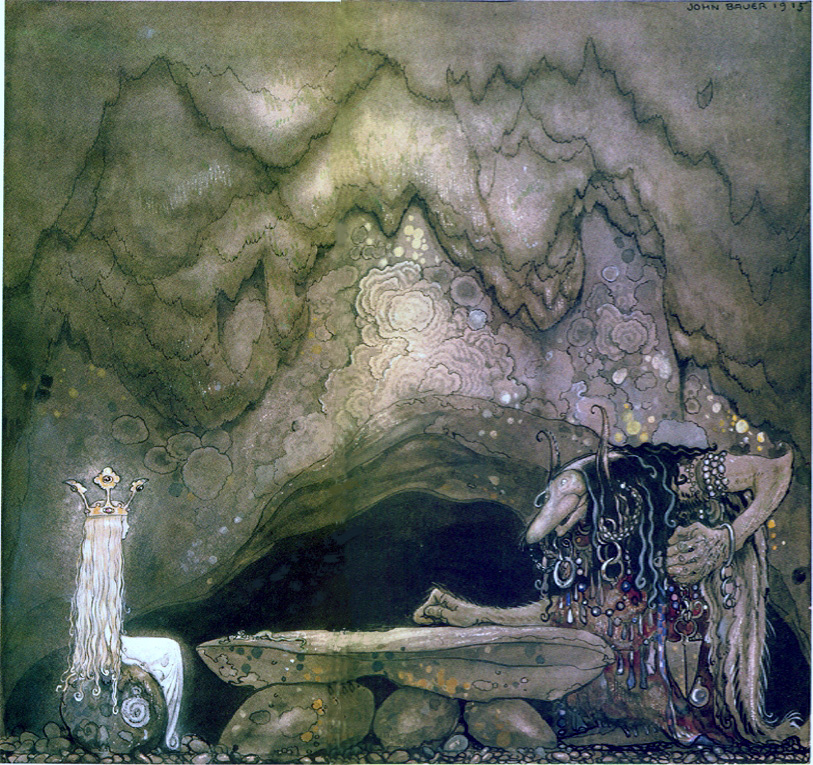
« Bon, comment va ton appétit ? poursuivit maman troll. » dans Le garçon et le troll ou l'Aventure, John Bauer 1915.

- Pojken och trollen eller Äventyret ("Le garçon et le troll ou l'Aventure "),

Walter Stenström
- Spelmannen som fick madonnans guldsko,

Emil Linders
- Guldnycklarna,

W.E. Björk